# NGC 7317
NGC 7317 är en elliptisk galax på ungefär 270 miljoner ljusårs avstånd i stjärnbilden Pegasus. Den är medlem i Stephans kvintett. Den upptäcktes 23 september 1876 av den franska astronomen Édouard Stephan. 